# Grammatophyllum multiflorum
Grammatophyllum multiflorum Lindl. 1838 es una especie de orquídea epífita. Se encuentra sólo en las Filipinas en alturas de hasta 300 m s. n. m.

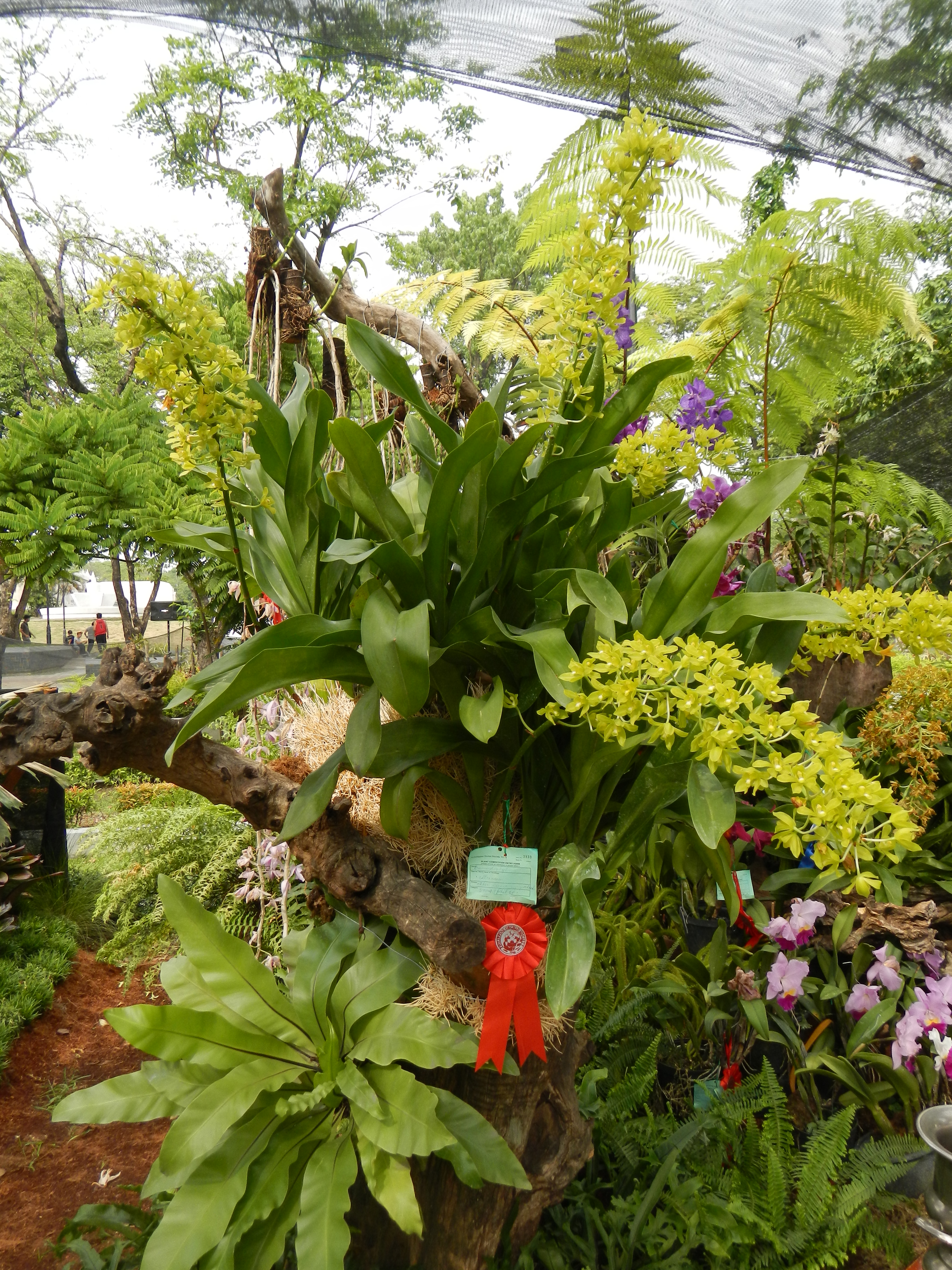
Vista de la planta

## Descripción
Es una especie de orquídea de gran tamaño que prefiere el clima caliente a fresco, epífita con pseudobulbo de 15 cm de largo, llevando cuatro hojas oblanceoladas, agudas, suaves, más bien gruesas que florece en los fines de la primavera y el verano en una inflorescencia basal, arqueada de 1,5 m de largo, con  muchos, hasta 100 flores de 5 cm de longitud.

## Taxonomía
Grammatophyllum multiflorum fue descrita por John Lindley y publicado en Edwards's Botanical Register 24(Misc.): 46, no. 80. 1838.
Etimología
Grammatophyllum: nombre genérico que deriva de las palabras griegas:   gramma = "carta"  y phyllon= "hoja", en referencia a las marcas oscuras de la flor.
multiflorum: epíteto latíno que significa "con múltiples flores".
Variedad aceptada
- Grammatophyllum multiflorum var. tigrinum Lindl.

Sinonimia
- Pinalia profusa (Lindl.) Kuntze 1891[3]
- Grammatophyllum multiflorum f. citrinum (Valmayor & D.Tiu) D.Tiu
- Grammatophyllum multiflorum var. multiflorum
- Grammatophyllum scriptum f. citrinum Valmayor & D.Tiu[4][5]